# Losgna nigrita
Losgna nigrita är en stekelart som beskrevs av Heinrich 1965. Losgna nigrita ingår i släktet Losgna och familjen brokparasitsteklar. Utöver nominatformen finns också underarten L. n. maculata.